# Croughton (Cheshire)
Croughton – osada i civil parish w Anglii, w hrabstwie ceremonialnym Cheshire, w dystrykcie (unitary authority) Cheshire West and Chester. W 2001 roku civil parish liczyła 47 mieszkańców. Croughton jest wspomniana w Domesday Book (1086) jako Crostone.